# Всенасочен УКВ радиофар
Всенасочените УКВ радиофарове (на английски: VHF omnidirectional radio range, съкратено VOR) са вид радионавигационна система в авиацията, състояща се от множество наземни радиомаяци с предварително точно известни местоположения и приемници в самолетите.

## История
VOR се счита за едно от най-важните въведения в авиационната навигация. Използването на тази система започва да става масово в гражданската авиация малко след Втората световна война, като и до днес, в ерата на спътниковата навигация, си остава първостепенно средство за близка радионавигация.

## Принцип на работа
Наземните предавателни станции се изграждат на места с пряка видимост, например планински върхове или открити полета. Всеки радиофар предава два сигнала едновременно, като посоката на излъчване се кодира чрез фазовата разлика на сигналите.
Единият сигнал се разпръсква във всички посоки и съдържа амплитудно модулирания идентификатор на станцията (морзов код или телефония). Референтната честота от 30 Hz честотно модулира подносещ сигнал от 9960 Hz, който е честотно модулиран в носещия. Другият сигнал се излъчва насочено, с въртяща се диаграма на излъчване, като въртенето е с постоянна скорост и строги ограничения към максимално допустимите отклонения в насочването и интервалите на излъчване. В миналото са използвани механични устройства за завъртане на една антена във всички посоки, но днес движещите се части са премахнати и за всяка от посоките се използва отделна неподвижна антена и така значително се повишава точността на посоката. В насочения сигнал се съдържа втори честотно модулиран сигнал от 30 Hz. Самолетният приемник демодулира тези 2 бр. сигнали по 30 Hz и ги сравнява, за да получи фазовата им разлика. Тя показва посоката на станцията спрямо самолета, измерена като ъгъл от магнитния север.
След засичане на поне 2 VOR-станции, самолетът може да определи местоположението си чрез триангулация. Точността е висока, тъй като посоката на разпространение на ултракъсите вълни се влияе слабо от атмосферните смущения и радиосигналът запазва праволинейното си разпространение.
В много случаи VOR-станциите имат и далекомерни УКВ средства (Distance Measuring Equipment, DME), позволяващи отчитането на разстоянието от станцията до самолета. Станция с VOR и DME се нарича VOR-DME станция. Една такава станция е достатъчна, за да може приемащият самолет да определи местоположението си.
Военната навигационна система TACAN (TACtical Air Navigation) винаги включва DME система, но използва друг начин за определяне на азимута, подобен на VOR за цивилните. И VOR-DME, и TACAN използват еднаква DME система. Станция с VOR и TACAN се нарича VORTAC.